# Liomutilla canariensis
Liomutilla canariensis (лат.) — вид ос-немок из подсемейства Myrmillinae. Единственный вид рода.

## Распространение
Северная Африка (Канарские острова).

## Описание
Тело гладкое, блестящее. У самцов переднее крыло с 2 радиомедиальными ячейками. Первый членик жгутика усика (флагелломер 1) почти равен второму (у самок длиннее). У самцов 13-члениковые усики, у самок — 12-члениковые. Самка осы пробирается в чужое гнездо и откладывает яйца на личинок хозяина, которыми кормятся их собственные личинки.

## Систематика
Вид был впервые описан в 1907 году. Относится к подсемейству Myrmillinae Bischoff, 1920.